# Шерон (Канзас)
Шерон (енгл. Sharon) град је у америчкој савезној држави Канзас.

## Демографија
По попису из 2010. године број становника је 158, што је 52 (-24,8%) становника мање него 2000. године.
| Група             | 2000.       | 2010.       |
| Белци             | 200 (95,2%) | 143 (90,5%) |
| Афроамериканци    | 0 (0,0%)    | 1 (0,6%)    |
| Азијати           | 1 (0,5%)    | 1 (0,6%)    |
| Хиспаноамериканци | 1 (0,5%)    | 0 (0,0%)    |
| Укупно            | 210         | 158         |